# فهرست فینال‌های لیگ قهرمانان اروپا
لیگ قهرمانان اروپا مسابقاتی است که به صورت سالانه و فصلی توسط یوفا از سال ۱۹۵۵ تاکنون برگزار می‌شود. تمامی لیگ‌های کشورهایی که عضو یوفا هستند می‌توانند باشگاه‌های برتر خود را به این مسابقات بفرستند (غیر از لیختن‌اشتاین که لیگ داخلی ندارد). پیش از فصل ۹۳–۱۹۹۲ این مسابقات با نام جام باشگاه‌های اروپا شناخته می‌شد. در ابتدا تنها قهرمانان لیگ‌های باشگاهی و مدافع عنوان قهرمانی این مسابقات می‌توانستند به آن راه پیدا کنند، اما این قانون در سال ۱۹۹۷ تغییر کرد و نایب‌قهرمانان لیگ‌های معتبر نیز می‌توانستند در این رقابت‌ها شرکت کنند. در دورهٔ لیگ قهرمانان اروپا، مدافع عنوان قهرمانی به‌صورت خودکار به این مسابقات صعود نمی‌کرد، تا این که در سال ۲۰۰۵ با تغییر قانون، لیورپول توانست به‌عنوان مدافع عنوان قهرمانی به لیگ سال بعد راه پیدا کند.
تیم‌هایی که برندهٔ لیگ قهرمانان اروپا در ۳ بار متوالی، یا ۵ بار نامتوالی شوند، یک نشانِ چندبرنده دریافت می‌کنند. شش تیم تاکنون مفتخر به دریافت این نشان شده‌اند عبارتند از رئال مادرید، آژاکس، بایرن مونیخ، آ.ث. میلان، لیورپول، و بارسلونا. تا سال ۲۰۰۹، باشگاه‌هایی که این نشان را به‌دست می‌آوردند، اجازه داشتند تا جام لیگ قهرمانان اروپا را در اختیار خود نگه دارند و یک جام جدید تهیه می‌شد؛ اما از سال ۲۰۰۹، باشگاه برندهٔ جام یک کپی دقیق از جام را دریافت می‌کند و جام اصلی در نزد یوفا باقی می‌ماند.
در مجموع، ۲۲ باشگاه برندهٔ جام باشگاه‌های اروپا/لیگ قهرمانان اروپا شده‌اند. رئال مادرید با رکورد ۱۵ قهرمانی، بیش‌ترین تعداد قهرمانی را دارد که شامل نخستین دورهٔ این بازی‌ها نیز می‌شود. این باشگاه همچنین رکورددار بیش‌ترین قهرمانی متوالی (۵ سال) از سال ۱۹۵۶ تا ۱۹۶۰ نیز هست. یوونتوس بیش‌ترین تعداد نایب‌قهرمانی را دارد و در ۷ فینال شکست خورده‌است. اتلتیکو مادرید تنها تیمی است که بدون کسب عنوان قهرمانی، به سه فینال رسیده‌است، در حالی که استاد رنس و والنسیا  نیز دو بار نایب‌قهرمان شده‌اند ولی هیچ‌گاه به مقام قهرمانی دست نیافتند. اسپانیا با ۲۰ قهرمانی از دو باشگاه، بیشترین قهرمانی را داشته‌است. انگلستان از ۵ باشگاه ۱۴ قهرمان داشته و ایتالیا نیز ۱۲ قهرمانی با سه باشگاه داشته‌است. تیم‌های انگلیسی پس از فاجعه ورزشگاه هیسل در سال ۱۹۸۵، به‌مدت ۵ سال از حضور در این رقابت‌ها منع شدند.

## قهرمانان
| dagger | برنده در وقت اضافه   |
| *      | برنده در پنالتی      |
| &      | برنده در بازی تکراری |

### فینال‌ها
| فصل       | کشور       | قهرمان           | نتیجه    | نایب‌قهرمان          | کشور       | ورزشگاه                            | تماشاگران |
| --------- | ---------- | ---------------- | -------- | ------------------- | ---------- | ---------------------------------- | --------- |
| ۵۶–۱۹۵۵   | اسپانیا    | رئال مادرید      | ۴–۳      | استاد رمس           | فرانسه     | ورزشگاه پارک دو پرنس، پاریس        | ۳۸٬۲۳۹    |
| ۵۷–۱۹۵۶   | اسپانیا    | رئال مادرید      | ۲–۰      | فیورنتینا           | ایتالیا    | ورزشگاه سانتیاگو برنابئو، مادرید   | ۱۲۴٬۰۰۰   |
| ۵۸–۱۹۵۷   | اسپانیا    | رئال مادرید      | ۳–۲      | آ.ث. میلان          | ایتالیا    | ورزشگاه کینگ بودوئن، بروکسل        | ۶۷٬۰۰۰    |
| ۵۹–۱۹۵۸   | اسپانیا    | رئال مادرید      | ۲–۰      | استاد رمس           | فرانسه     | ورزشگاه مرسدس بنز آرنا، اشتوتگارت  | ۸۰٬۰۰۰    |
| ۶۰–۱۹۵۹   | اسپانیا    | رئال مادرید      | ۷–۳      | اینتراخت فرانکفورت  | آلمان غربی | ورزشگاه همپدن پارک، گلاسگو         | ۱۲۷٬۶۲۱   |
| ۶۱–۱۹۶۰   | پرتغال     | بنفیکا           | ۳–۲      | بارسلونا            | اسپانیا    | ورزشگاه وانکدورف، برن              | ۳۳٬۰۰۰    |
| ۶۲–۱۹۶۱   | پرتغال     | بنفیکا           | ۵–۳      | رئال مادرید         | اسپانیا    | ورزشگاه المپیک آمستردام، آمستردام  | ۶۵٬۰۰۰    |
| ۶۳–۱۹۶۲   | ایتالیا    | آ.ث. میلان       | ۲–۱      | بنفیکا              | پرتغال     | ورزشگاه ومبلی، لندن                | ۴۵٬۷۰۰    |
| ۶۴–۱۹۶۳   | ایتالیا    | اینتر میلان      | ۳–۱      | رئال مادرید         | اسپانیا    | ورزشگاه ارنست هاپل، وین            | ۷۲٬۰۰۰    |
| ۶۵–۱۹۶۴   | ایتالیا    | اینتر میلان      | ۱–۰      | بنفیکا              | پرتغال     | ورزشگاه سن سیرو، میلان             | ۸۵٬۰۰۰    |
| ۶۶–۱۹۶۵   | اسپانیا    | رئال مادرید      | ۲–۱      | پارتیزان            | یوگسلاوی   | ورزشگاه کینگ بودوئن، بروکسل        | ۵۵٬۰۰۰    |
| ۶۷–۱۹۶۶   | اسکاتلند   | سلتیک            | ۲–۱      | اینتر میلان         | ایتالیا    | ورزشگاه ملی لیسبون، لیسبون         | ۵۶٬۰۰۰    |
| ۶۸–۱۹۶۷   | انگلستان   | منچستر یونایتد   | ۴–۱      | بنفیکا              | پرتغال     | ورزشگاه ومبلی، لندن                | ۹۲٬۲۲۵    |
| ۶۹–۱۹۶۸   | ایتالیا    | آ.ث. میلان       | ۴–۱      | آژاکس               | هلند       | ورزشگاه سانتیاگو برنابئو، مادرید   | ۵۰٬۰۰۰    |
| ۷۰–۱۹۶۹   | هلند       | فاینورد          | ۲–۱      | سلتیک               | اسکاتلند   | ورزشگاه سن سیرو، میلان             | ۵۰٬۰۰۰    |
| ۷۱–۱۹۷۰   | هلند       | آژاکس            | ۲–۰      | پاناتینایکوس        | یونان      | ورزشگاه ومبلی، لندن                | ۹۰٬۰۰۰    |
| ۷۲–۱۹۷۱   | هلند       | آژاکس            | ۲–۰      | اینتر میلان         | ایتالیا    | ورزشگاه دکویپ، روتردام             | ۶۷٬۰۰۰    |
| ۷۳–۱۹۷۲   | هلند       | آژاکس            | ۱–۰      | یوونتوس             | ایتالیا    | ورزشگاه ستاره سرخ، بلگراد          | ۹۳٬۵۰۰    |
| ۷۴–۱۹۷۳   | آلمان غربی | بایرن مونیخ      | ۴–۰&[۱]  | اتلتیکو مادرید      | اسپانیا    | ورزشگاه کینگ بودوئن، بروکسل        | ۲۳٬۰۰۰    |
| ۷۵–۱۹۷۴   | آلمان غربی | بایرن مونیخ      | ۲–۰      | لیدز یونایتد        | انگلستان   | ورزشگاه پارک دو پرنس، پاریس        | ۵۰٬۰۰۰    |
| ۷۶–۱۹۷۵   | آلمان غربی | بایرن مونیخ      | ۱–۰      | سن‌اتین              | فرانسه     | ورزشگاه همپدن پارک، گلاسگو         | ۵۴٬۸۶۴    |
| ۷۷–۱۹۷۶   | انگلستان   | لیورپول          | ۳–۱      | بروسیا مونشن‌گلادباخ | آلمان غربی | ورزشگاه المپیک رم، رم              | ۵۲٬۰۰۰    |
| ۷۸–۱۹۷۷   | انگلستان   | لیورپول          | ۱–۰      | کلوب بروژ           | بلژیک      | ورزشگاه ومبلی، لندن                | ۹۲٬۰۰۰    |
| ۷۹–۱۹۷۸   | انگلستان   | ناتینگهام فارست  | ۱–۰      | مالمو               | سوئد       | ورزشگاه المپیک مونیخ، مونیخ        | ۵۷٬۰۰۰    |
| ۸۰–۱۹۷۹   | انگلستان   | ناتینگهام فارست  | ۱–۰      | هامبورگ             | آلمان غربی | ورزشگاه سانتیاگو برنابئو، مادرید   | ۵۰٬۰۰۰    |
| ۸۱–۱۹۸۰   | انگلستان   | لیورپول          | ۱–۰      | رئال مادرید         | اسپانیا    | ورزشگاه پارک دو پرنس، پاریس        | ۴۸٬۳۶۰    |
| ۸۲–۱۹۸۱   | انگلستان   | استون ویلا       | ۱–۰      | بایرن مونیخ         | آلمان غربی | ورزشگاه دکویپ، روتردام             | ۴۶٬۰۰۰    |
| ۸۳–۱۹۸۲   | آلمان غربی | هامبورگ          | ۱–۰      | یوونتوس             | ایتالیا    | ورزشگاه المپیک آتن، آتن            | ۷۵٬۰۰۰    |
| ۸۴–۱۹۸۳   | انگلستان   | لیورپول          | ۱–۱*[۲]  | آ.اس. رم            | ایتالیا    | ورزشگاه المپیک رم، رم              | ۶۹٬۶۹۳    |
| ۸۵–۱۹۸۴   | ایتالیا    | یوونتوس          | ۱–۰      | لیورپول             | انگلستان   | ورزشگاه کینگ بودوئن، بروکسل        | ۵۹٬۰۰۰    |
| ۸۶–۱۹۸۵   | رومانی     | استوا بخارست     | ۰–۰*[۳]  | بارسلونا            | اسپانیا    | ورزشگاه رامون سانچز پیس‌خوان، سبیا  | ۷۰٬۰۰۰    |
| ۸۷–۱۹۸۶   | پرتغال     | پورتو            | ۲–۱      | بایرن مونیخ         | آلمان غربی | ورزشگاه ارنست هاپل، وین            | ۶۲٬۰۰۰    |
| ۸۸–۱۹۸۷   | هلند       | پی‌اس‌وی آیندهوون  | ۰–۰*[۴]  | بنفیکا              | پرتغال     | ورزشگاه مرسدس بنز آرنا، اشتوتگارت  | ۷۰٬۰۰۰    |
| ۸۹–۱۹۸۸   | ایتالیا    | آ.ث. میلان       | ۴–۰      | استوا بخارست        | رومانی     | ورزشگاه نیوکمپ، بارسلون            | ۹۷٬۰۰۰    |
| ۹۰–۱۹۸۹   | ایتالیا    | آ.ث. میلان       | ۱–۰      | بنفیکا              | پرتغال     | ورزشگاه ارنست هاپل، وین            | ۵۷٬۵۰۰    |
| ۹۱–۱۹۹۰   | یوگسلاوی   | ستاره سرخ بلگراد | ۰–۰*[۵]  | المپیک مارسی        | فرانسه     | ورزشگاه سن نیکولا، باری (ایتالیا)  | ۵۶٬۰۰۰    |
| ۹۲–۱۹۹۱   | اسپانیا    | بارسلونا         | ۱–۰      | سمپدوریا            | ایتالیا    | ورزشگاه ومبلی، لندن                | ۷۰٬۸۲۷    |
| ۹۳–۱۹۹۲   | فرانسه     | المپیک مارسی     | ۱–۰      | آ.ث. میلان          | ایتالیا    | ورزشگاه المپیک مونیخ، مونیخ        | ۶۴٬۴۰۰    |
| ۹۴–۱۹۹۳   | ایتالیا    | آ.ث. میلان       | ۴–۰      | بارسلونا            | اسپانیا    | ورزشگاه المپیک آتن، آتن            | ۷۰٬۰۰۰    |
| ۹۵–۱۹۹۴   | هلند       | آژاکس            | ۱–۰      | آ.ث. میلان          | ایتالیا    | ورزشگاه ارنست هاپل، وین            | ۴۹٬۷۳۰    |
| ۹۶–۱۹۹۵   | ایتالیا    | یوونتوس          | ۱–۱*[۶]  | آژاکس               | هلند       | ورزشگاه المپیک رم، رم              | ۶۷٬۰۰۰    |
| ۹۷–۱۹۹۶   | آلمان      | بروسیا دورتموند  | ۳–۱      | یوونتوس             | ایتالیا    | ورزشگاه المپیک مونیخ، مونیخ        | ۵۹٬۰۰۰    |
| ۹۸–۱۹۹۷   | اسپانیا    | رئال مادرید      | ۱–۰      | یوونتوس             | ایتالیا    | ورزشگاه آمستردام آرنا، آمستردام    | ۴۸٬۵۰۰    |
| ۹۹–۱۹۹۸   | انگلستان   | منچستر یونایتد   | ۲–۱      | بایرن مونیخ         | آلمان      | ورزشگاه نیوکمپ، بارسلون            | ۹۰٬۰۴۵    |
| ۲۰۰۰–۱۹۹۹ | اسپانیا    | رئال مادرید      | ۳–۰      | والنسیا             | اسپانیا    | ورزشگاه استاد دو فرانس، سن-دنی     | ۷۸٬۷۵۹    |
| ۰۱–۲۰۰۰   | آلمان      | بایرن مونیخ      | ۱–۱*[۷]  | والنسیا             | اسپانیا    | ورزشگاه سن سیرو، میلان             | ۷۱٬۵۰۰    |
| ۰۲–۲۰۰۱   | اسپانیا    | رئال مادرید      | ۲–۱      | بایر لورکوزن        | آلمان      | ورزشگاه همپدن پارک، گلاسگو         | ۵۲٬۰۰۰    |
| ۰۳–۲۰۰۲   | ایتالیا    | آ.ث. میلان       | ۰–۰*[۸]  | یوونتوس             | ایتالیا    | الدترافورد، منچستر                 | ۶۳٬۲۱۵    |
| ۰۴–۲۰۰۳   | پرتغال     | پورتو            | ۳–۰      | موناکو              | فرانسه     | ورزشگاه فلتینس آرنا، گلزن‌کیرشن     | ۵۲٬۰۰۰    |
| ۰۵–۲۰۰۴   | انگلستان   | لیورپول          | ۳–۳*[۹]  | آ.ث. میلان          | ایتالیا    | ورزشگاه المپیک آتاترک، استانبول    | ۷۰٬۰۲۴    |
| ۰۶–۲۰۰۵   | اسپانیا    | بارسلونا         | ۲–۱      | آرسنال              | انگلستان   | ورزشگاه استاد دو فرانس، سن-دنی     | ۷۹٬۵۰۰    |
| ۰۷–۲۰۰۶   | ایتالیا    | آ.ث. میلان       | ۲–۱      | لیورپول             | انگلستان   | ورزشگاه المپیک آتن، آتن            | ۷۴٬۰۰۰    |
| ۰۸–۲۰۰۷   | انگلستان   | منچستر یونایتد   | ۱–۱*[۱۰] | چلسی                | انگلستان   | ورزشگاه لوژنیکی، مسکو              | ۶۷٬۳۱۰    |
| ۰۹–۲۰۰۸   | اسپانیا    | بارسلونا         | ۲–۰      | منچستر یونایتد      | انگلستان   | ورزشگاه المپیک رم، رم              | ۶۲٬۴۶۷    |
| ۱۰–۲۰۰۹   | ایتالیا    | اینتر میلان      | ۲–۰      | بایرن مونیخ         | آلمان      | ورزشگاه سانتیاگو برنابئو، مادرید   | ۷۳٬۱۷۰    |
| ۱۱–۲۰۱۰   | اسپانیا    | بارسلونا         | ۳–۱      | منچستر یونایتد      | انگلستان   | ورزشگاه ومبلی، لندن                | ۸۷٬۶۹۵    |
| ۱۲–۲۰۱۱   | انگلستان   | چلسی             | ۱–۱*[۱۱] | بایرن مونیخ         | آلمان      | ورزشگاه آلیانتس آرنا، مونیخ        | ۶۲٬۵۰۰    |
| ۱۳–۲۰۱۲   | آلمان      | بایرن مونیخ      | ۲–۱      | بروسیا دورتموند     | آلمان      | ورزشگاه ومبلی، لندن                | ۸۶٬۲۹۸    |
| ۱۴–۲۰۱۳   | اسپانیا    | رئال مادرید      | ۴–۱      | اتلتیکو مادرید      | اسپانیا    | ورزشگاه استادیو دا لوز، لیسبون     | ۶۰٬۹۷۶    |
| ۱۵–۲۰۱۴   | اسپانیا    | بارسلونا         | ۳–۱      | یوونتوس             | ایتالیا    | ورزشگاه المپیک برلین، برلین        | ۷۰٬۴۴۲    |
| ۱۶–۲۰۱۵   | اسپانیا    | رئال مادرید      | ۱–۱*[۱۲] | اتلتیکو مادرید      | اسپانیا    | ورزشگاه سن سیرو، میلان             | ۷۱٬۹۴۲    |
| ۱۷–۲۰۱۶   | اسپانیا    | رئال مادرید      | ۴–۱      | یوونتوس             | ایتالیا    | ورزشگاه میلنیوم، کاردیف            | ۶۵٬۸۴۲    |
| ۱۸–۲۰۱۷   | اسپانیا    | رئال مادرید      | ۳–۱      | لیورپول             | انگلستان   | ورزشگاه ملی المپیسکی، کی‌یف         | ۶۱٬۵۶۱    |
| ۱۹–۲۰۱۸   | انگلستان   | لیورپول          | ۲–۰      | تاتنهام             | انگلستان   | ورزشگاه واندا متروپولیتانو، مادرید | ۶۳٬۲۷۲    |
| ۲۰–۲۰۱۹   | آلمان      | بایرن مونیخ      | ۱–۰      | پاری سن ژرمن        | فرانسه     | ورزشگاه استادیو دا لوز، لیسبون     | ۰[۱۳]     |
| ۲۱–۲۰۲۰   | انگلستان   | چلسی             | ۱–۰      | منچستر سیتی         | انگلستان   | ورزشگاه دراگو، پورتو               | ۱۴٬۱۱۰    |
| ۲۲–۲۰۲۱   | اسپانیا    | رئال مادرید      | ۱–۰      | لیورپول             | انگلستان   | ورزشگاه استاد دو فرانس، سن-دنی     | ۷۵٬۰۰۰    |
| ۲۳–۲۰۲۲   | انگلستان   | منچستر سیتی      | ۱–۰      | اینتر میلان         | ایتالیا    | ورزشگاه المپیک آتاترک، استانبول    | ۷۱٬۴۱۲    |
| ۲۴–۲۰۲۳   | اسپانیا    | رئال مادرید      | ۲–۰      | بروسیا دورتموند     | آلمان      | ورزشگاه ومبلی، لندن                | ۸۶٬۲۱۲    |
| ۲۵–۲۰۲۴   | فرانسه     | پاری سن ژرمن     | ۵–۰      | اینتر میلان         | ایتالیا    | ورزشگاه آلیانتس آرنا، مونیخ        | ۶۴٬۳۲۷    |

## عملکردها

### بر پایهٔ تیم
| باشگاه             | قهرمانی | نایب‌قهرمانی | فصل‌های قهرمانی                                                                           | فصل‌های نایب‌قهرمانی                       |
| ------------------ | ------- | ----------- | ---------------------------------------------------------------------------------------- | ---------------------------------------- |
| رئال مادرید        | ۱۵      | ۳           | ۱۹۵۶، ۱۹۵۷، ۱۹۵۸، ۱۹۵۹، ۱۹۶۰، ۱۹۶۶، ۱۹۹۸، ۲۰۰۰، ۲۰۰۲، ۲۰۱۴، ۲۰۱۶، ۲۰۱۷، ۲۰۱۸، ۲۰۲۲، ۲۰۲۴ | ۱۹۶۲، ۱۹۶۴، ۱۹۸۱                         |
| میلان              | ۷       | ۴           | ۱۹۶۳، ۱۹۶۹، ۱۹۸۹، ۱۹۹۰، ۱۹۹۴، ۲۰۰۳، ۲۰۰۷                                                 | ۱۹۵۸، ۱۹۹۳، ۱۹۹۵، ۲۰۰۵                   |
| بایرن مونیخ        | ۶       | ۵           | ۱۹۷۴، ۱۹۷۵، ۱۹۷۶، ۲۰۰۱، ۲۰۱۳، ۲۰۲۰                                                       | ۱۹۸۲، ۱۹۸۷، ۱۹۹۹، ۲۰۱۰، ۲۰۱۲             |
| لیورپول            | ۶       | ۴           | ۱۹۷۷، ۱۹۷۸، ۱۹۸۱، ۱۹۸۴، ۲۰۰۵، ۲۰۱۹                                                       | ۱۹۸۵، ۲۰۰۷، ۲۰۱۸، ۲۰۲۲                   |
| بارسلونا           | ۵       | ۳           | ۱۹۹۲، ۲۰۰۶، ۲۰۰۹، ۲۰۱۱، ۲۰۱۵                                                             | ۱۹۶۱، ۱۹۸۶، ۱۹۹۴                         |
| آژاکس              | ۴       | ۲           | ۱۹۷۱، ۱۹۷۲، ۱۹۷۳، ۱۹۹۵                                                                   | ۱۹۶۹، ۱۹۹۶                               |
| اینتر میلان        | ۳       | ۳           | ۱۹۶۴، ۱۹۶۵، ۲۰۱۰                                                                         | ۱۹۶۷، ۱۹۷۲، ۲۰۲۵                         |
| منچستر یونایتد     | ۳       | ۲           | ۱۹۶۸، ۱۹۹۹، ۲۰۰۸                                                                         | ۲۰۰۹، ۲۰۱۱                               |
| یوونتوس            | ۲       | ۷           | ۱۹۸۵، ۱۹۹۶                                                                               | ۱۹۷۳، ۱۹۸۳، ۱۹۹۷، ۱۹۹۸، ۲۰۰۳، ۲۰۱۵، ۲۰۱۷ |
| بنفیکا             | ۲       | ۵           | ۱۹۶۱، ۱۹۶۲                                                                               | ۱۹۶۳، ۱۹۶۵، ۱۹۶۸، ۱۹۸۸، ۱۹۹۰             |
| چلسی               | ۲       | ۱           | ۲۰۱۲، ۲۰۲۱                                                                               | ۲۰۰۸                                     |
| ناتینگهام فارست    | ۲       | ۰           | ۱۹۷۹، ۱۹۸۰                                                                               | —                                        |
| پورتو              | ۲       | ۰           | ۱۹۸۷، ۲۰۰۴                                                                               | —                                        |
| دورتموند           | ۱       | ۲           | ۱۹۹۷                                                                                     | ۲۰۱۳، ۲۰۲۴                               |
| منچستر سیتی        | ۱       | ۱           | ۲۰۲۳                                                                                     | ۲۰۲۱                                     |
| سلتیک              | ۱       | ۱           | ۱۹۶۷                                                                                     | ۱۹۷۰                                     |
| هامبورگ            | ۱       | ۱           | ۱۹۸۳                                                                                     | ۱۹۸۰                                     |
| استوا بخارست       | ۱       | ۱           | ۱۹۸۶                                                                                     | ۱۹۸۹                                     |
| مارسی              | ۱       | ۱           | ۱۹۹۳                                                                                     | ۱۹۹۱                                     |
| پاری سن ژرمن       | ۱       | ۱           | ۲۰۲۵                                                                                     | ۲۰۲۰                                     |
| فاینورد            | ۱       | ۰           | ۱۹۷۰                                                                                     | —                                        |
| استون ویلا         | ۱       | ۰           | ۱۹۸۲                                                                                     | —                                        |
| پی‌اس‌وی آیندهوون    | ۱       | ۰           | ۱۹۸۸                                                                                     | —                                        |
| ستاره سرخ بلگراد   | ۱       | ۰           | ۱۹۹۱                                                                                     | —                                        |
| اتلتیکو مادرید     | ۰       | ۳           | —                                                                                        | ۱۹۷۴، ۲۰۱۴، ۲۰۱۶                         |
| استاد رنس          | ۰       | ۲           | —                                                                                        | ۱۹۵۶، ۱۹۵۹                               |
| والنسیا            | ۰       | ۲           | —                                                                                        | ۲۰۰۰، ۲۰۰۱                               |
| فیورنتینا          | ۰       | ۱           | —                                                                                        | ۱۹۵۷                                     |
| آینتراخت فرانکفورت | ۰       | ۱           | —                                                                                        | ۱۹۶۰                                     |
| پارتیزان           | ۰       | ۱           | —                                                                                        | ۱۹۶۶                                     |
| پاناتینایکوس       | ۰       | ۱           | —                                                                                        | ۱۹۷۱                                     |
| لیدز یونایتد       | ۰       | ۱           | —                                                                                        | ۱۹۷۵                                     |
| سن-اتین            | ۰       | ۱           | —                                                                                        | ۱۹۷۶                                     |
| مونشن‌گلادباخ       | ۰       | ۱           | —                                                                                        | ۱۹۷۷                                     |
| کلوب بروژ          | ۰       | ۱           | —                                                                                        | ۱۹۷۸                                     |
| مالمو              | ۰       | ۱           | —                                                                                        | ۱۹۷۹                                     |
| آ. اس رم           | ۰       | ۱           | —                                                                                        | ۱۹۸۴                                     |
| سمپدوریا           | ۰       | ۱           | —                                                                                        | ۱۹۹۲                                     |
| بایر لورکوزن       | ۰       | ۱           | —                                                                                        | ۲۰۰۲                                     |
| موناکو             | ۰       | ۱           | —                                                                                        | ۲۰۰۴                                     |
| آرسنال             | ۰       | ۱           | —                                                                                        | ۲۰۰۶                                     |
| تاتنهام هاتسپر     | ۰       | ۱           | —                                                                                        | ۲۰۱۹                                     |

### بر پایهٔ کشور
تیم‌هایی از ۱۳ کشور مختلف توانسته‌اند به فینال لیگ قهرمانان اروپا راه یابند که از این بین، نمایندگان ۱۰ کشور مختلف توانسته‌اند عنوان قهرمانی این رقابت‌ها را به دست آورند. قهرمان این رقابت‌ها از فصل ۹۶–۱۹۹۵، به‌جز فصل ۰۴–۲۰۰۳ که تیم پورتو قهرمان شد، همواره از چهار کشور اسپانیا (۱۱)، انگلیس (۶)، ایتالیا (۴) و آلمان (۴) بوده‌است. همچنین نایب‌قهرمان‌ها نیز همگی از این چهار لیگ بوده‌اند، به استثنای فصل ۰۴–۲۰۰۳ و ۲۰–۲۰۱۹ که به ترتیب موناکو و پاری‌سن‌ژرمن نایب‌قهرمان شدند.
| کشور     | قهرمان | نایب‌قهرمان |
| -------- | ------ | ---------- |
| اسپانیا  | ۲۰     | ۱۱         |
| انگلستان | ۱۴     | ۱۱         |
| ایتالیا  | ۱۲     | ۱۶         |
| آلمان    | ۸      | ۱۱         |
| هلند     | ۶      | ۲          |
| پرتغال   | ۴      | ۵          |
| فرانسه   | ۲      | ۶          |
| اسکاتلند | ۱      | ۱          |
| رومانی   | ۱      | ۱          |
| یوگسلاوی | ۱      | ۱          |
| یونان    | ۰      | ۱          |
| بلژیک    | ۰      | ۱          |
| سوئد     | ۰      | ۱          |

## محل‌های برگزاری
| مکان                               | میزبانی(ها) | سال(ها)                      |
| ---------------------------------- | ----------- | ---------------------------- |
| ورزشگاه ومبلی (قدیم)، لندن         | ۶           | ۱۹۶۳، ۱۹۶۸، ۱۹۷۱، ۱۹۷۸، ۱۹۹۲ |
| ورزشگاه سانتیاگو برنابئو، مادرید   | ۴           | ۱۹۵۷، ۱۹۶۹، ۱۹۸۰، ۲۰۱۰       |
| ورزشگاه کینگ بودوئن، بروکسل        | ۴           | ۱۹۵۸، ۱۹۶۶، ۱۹۷۴، ۱۹۸۵       |
| ورزشگاه ارنست هاپل، وین            | ۴           | ۱۹۶۴، ۱۹۸۷، ۱۹۹۰، ۱۹۹۵       |
| ورزشگاه سن سیرو، میلان             | ۴           | ۱۹۶۵، ۱۹۷۰، ۲۰۰۱، ۲۰۱۶       |
| ورزشگاه المپیک رم، رم              | ۴           | ۱۹۷۷، ۱۹۸۴، ۱۹۹۶، ۲۰۰۹       |
| ورزشگاه پارک ده پرنس، پاریس        | ۳           | ۱۹۵۶، ۱۹۷۵، ۱۹۸۱             |
| ورزشگاه همپدن پارک، گلاسکو         | ۳           | ۱۹۶۰، ۱۹۷۶، ۲۰۰۲             |
| ورزشگاه المپیک مونیخ، مونیخ        | ۳           | ۱۹۷۹، ۱۹۹۳، ۱۹۹۷             |
| ورزشگاه المپیک آتن، آتن            | ۳           | ۱۹۸۳، ۱۹۹۴، ۲۰۰۷             |
| ورزشگاه استاد دو فرانس، سن دنی     | ۳           | ۲۰۰۰، ۲۰۰۶، ۲۰۲۲             |
| ورزشگاه ومبلی (جدید)، لندن         | ۳           | ۲۰۱۱، ۲۰۱۳، ۲۰۲۴             |
| ورزشگاه مرسدس بنز آرنا، اشتوتگارت  | ۲           | ۱۹۵۹، ۱۹۸۸                   |
| ورزشگاه دکویپ، روتردام             | ۲           | ۱۹۷۲، ۱۹۸۲                   |
| ورزشگاه نیوکمپ، بارسلونا           | ۲           | ۱۹۸۹، ۱۹۹۹                   |
| ورزشگاه استادیو دا لوز، لیسبون     | ۲           | ۲۰۱۴، ۲۰۲۰                   |
| ورزشگاه المپیک آتاترک، استانبول    | ۲           | ۲۰۰۵، ۲۰۲۳                   |
| ورزشگاه آلیانتس آرنا، مونیخ        | ۲           | ۲۰۱۲، ۲۰۲۵                   |
| ورزشگاه وانکدورف، برن              | ۱           | ۱۹۶۱                         |
| ورزشگاه المپیک آمستردام، آمستردام  | ۱           | ۱۹۶۲                         |
| ورزشگاه ملی لیسبون، لیسبون         | ۱           | ۱۹۶۷                         |
| ورزشگاه ستاره سرخ، بلگراد          | ۱           | ۱۹۷۳                         |
| ورزشگاه رامون سانچز پیس‌خوان، سویل  | ۱           | ۱۹۸۶                         |
| ورزشگاه سن نیکولا، باری            | ۱           | ۱۹۹۱                         |
| ورزشگاه یوهان کرایف آرنا، آمستردام | ۱           | ۱۹۹۸                         |
| ورزشگاه الدترافورد، منچستر         | ۱           | ۲۰۰۳                         |
| ورزشگاه فلتینس آرنا، گلزنکیرشن     | ۱           | ۲۰۰۴                         |
| ورزشگاه لوژنیکی، مسکو              | ۱           | ۲۰۰۸                         |
| ورزشگاه المپیک برلین، برلین        | ۱           | ۲۰۱۵                         |
| ورزشگاه میلنیوم، کاردیف            | ۱           | ۲۰۱۷                         |
| ورزشگاه المپیسکی، کی‌یف             | ۱           | ۲۰۱۸                         |
| ورزشگاه متروپولیتانو، مادرید       | ۱           | ۲۰۱۹                         |
| ورزشگاه دراگو، پورتو               | ۱           | ۲۰۲۱                         |